# Castelseprio
Castelseprio – miejscowość i gmina we Włoszech, w regionie Lombardia, w prowincji Varese.
Według danych na rok 2004 gminę zamieszkiwało 1237 osób, 412,3 os./km².
W miejscowości znajduje się niewielki kościół Santa Maria Foris Portas, w którym 1944 r. odkryto malowidła ścienne pochodzące z okresu wczesnego średniowiecza. Poglądy historyków sztuki na temat czasu ich powstania czy wpływów, pod którymi powstały, są rozbieżne. Malowidła, zachowane obecnie tylko na ścianach absydy i muru działowego, przedstawiają sceny z Ewangelii, motywy dekoracyjne i symboliczne. Kościół stanowi część Parku archeologicznego Castelseprio.

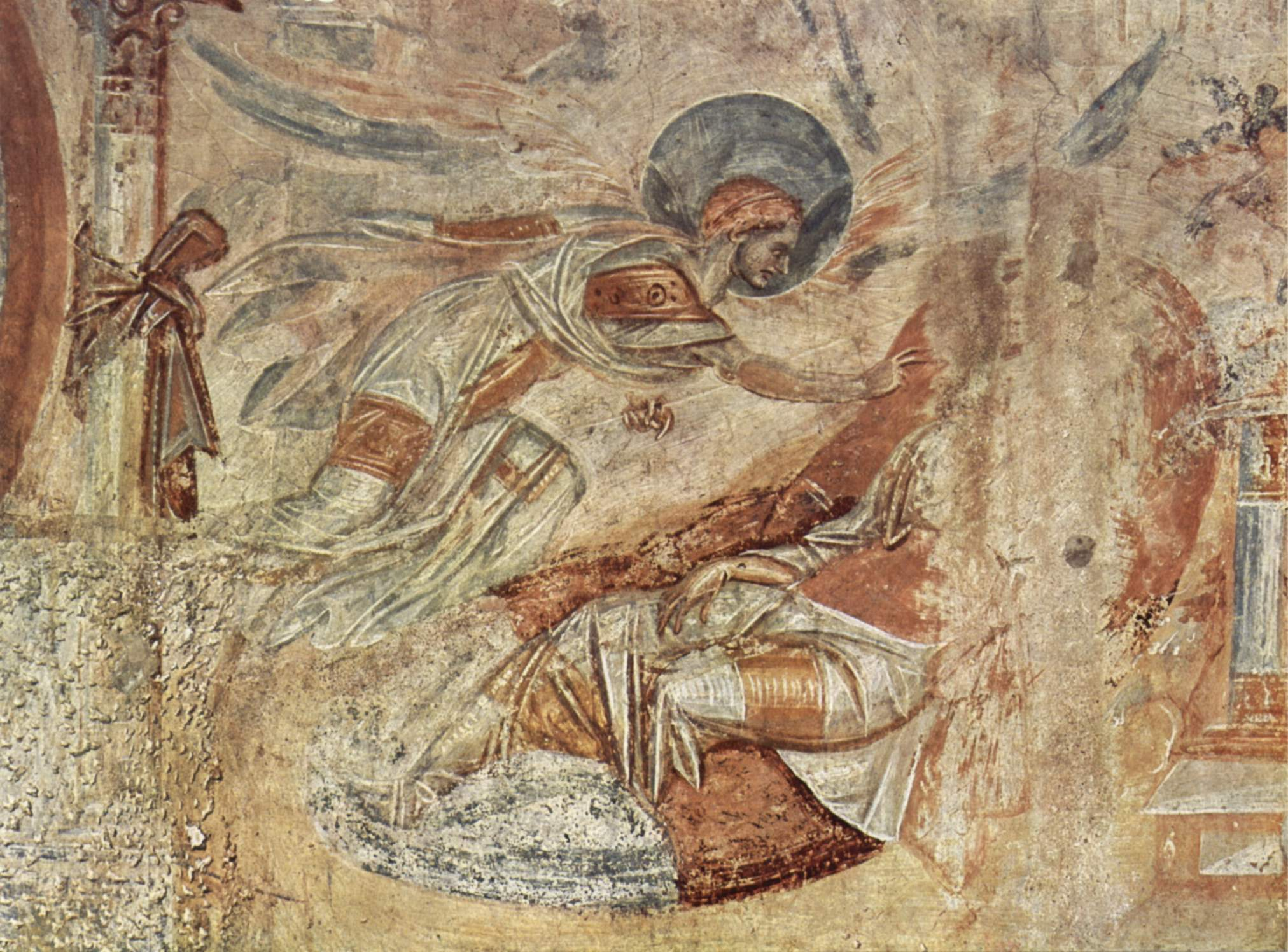
Malowidło w Santa Maria Foris Portas ze sceną snu św. Józefa
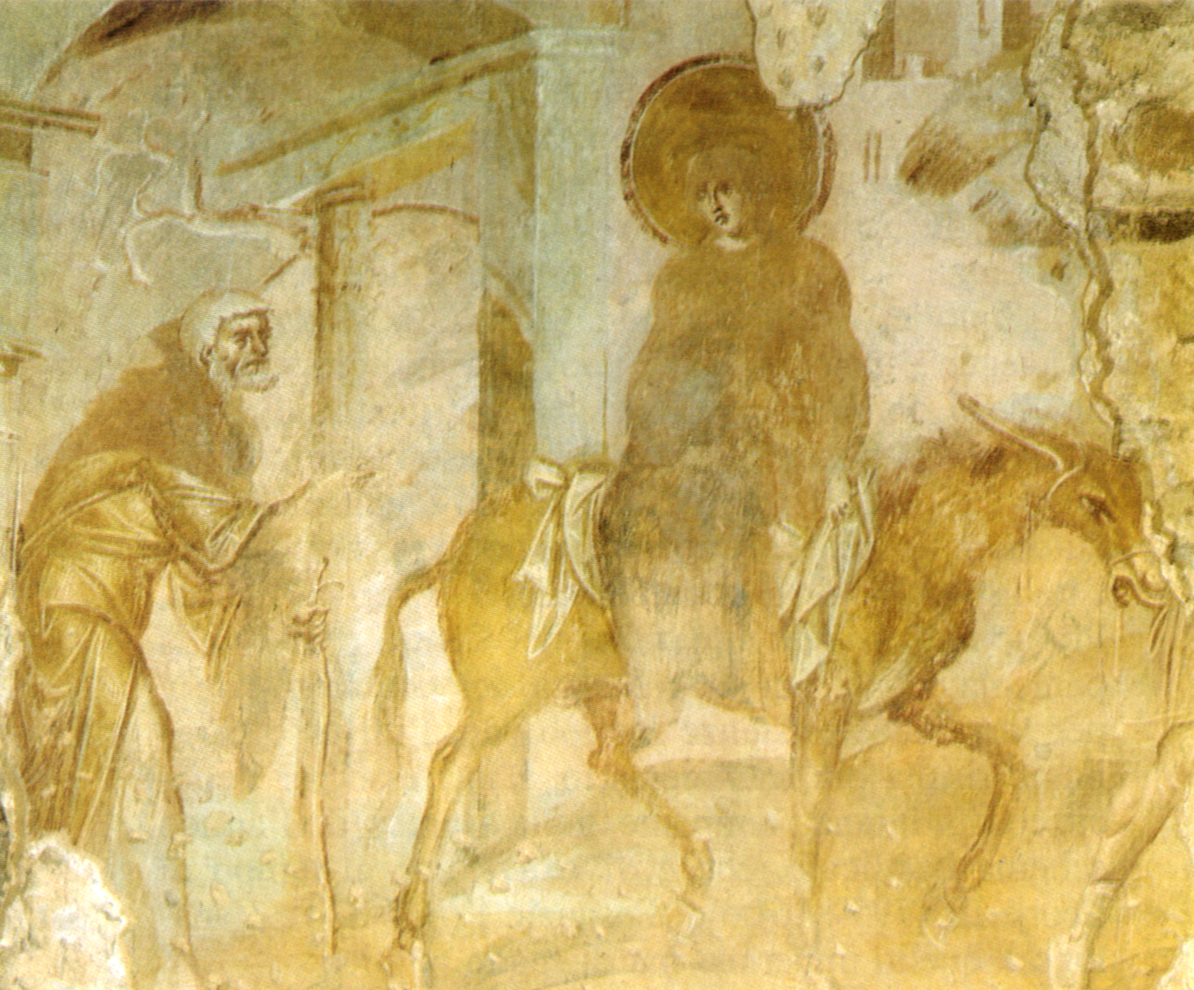
Scena drogi do Betelejem
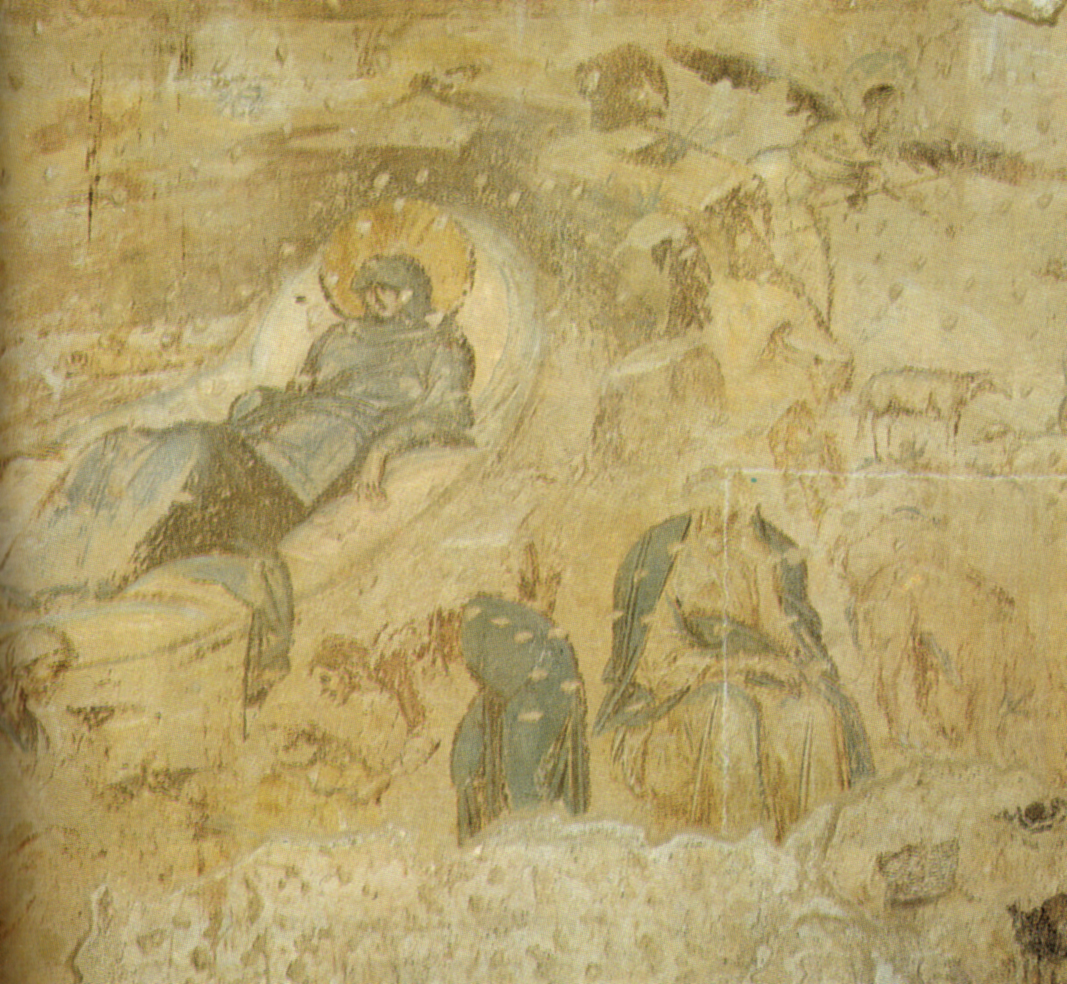
Scena Bożego Narodzenia
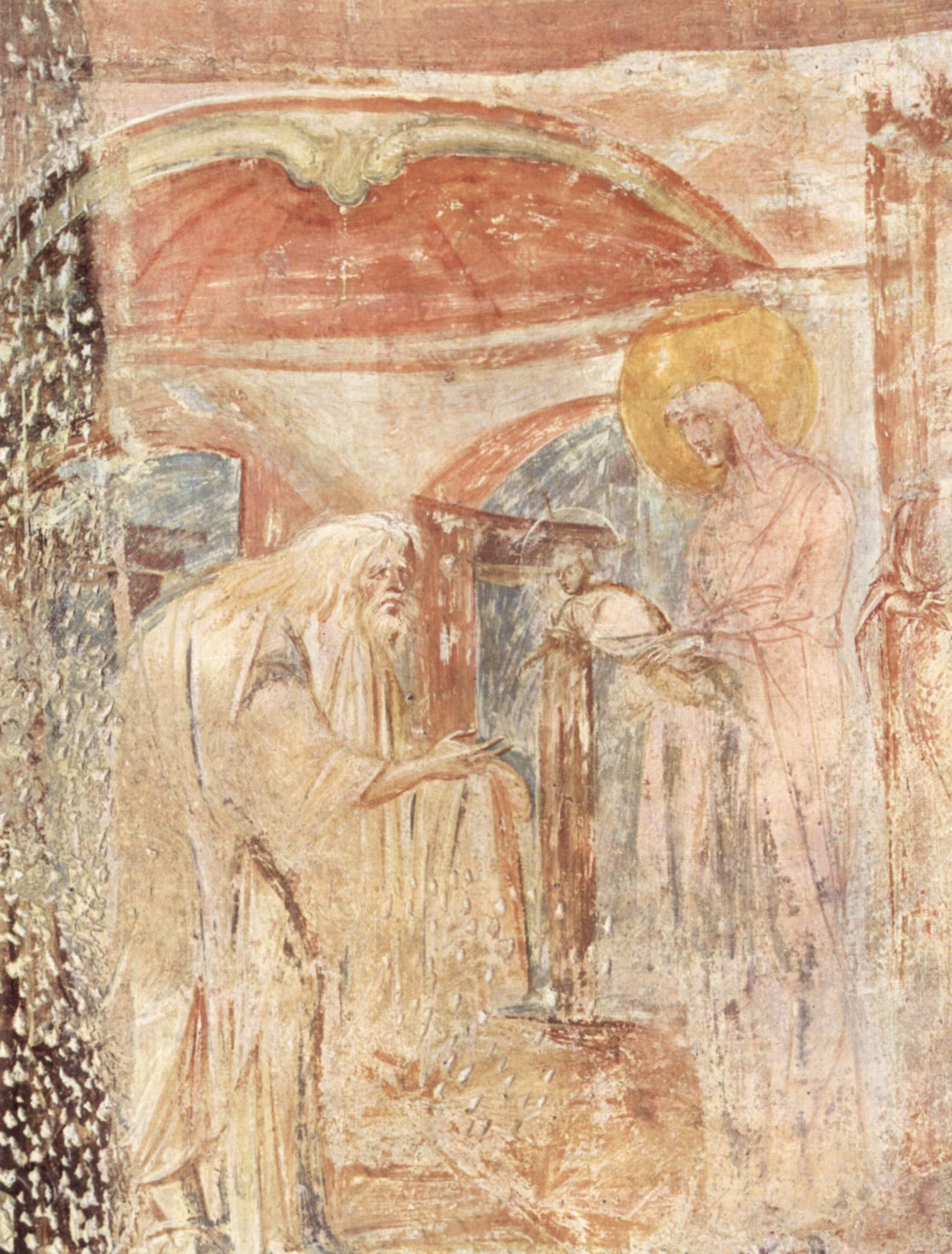
Scena ofiarowania w świątyni